# Idalinowo
Idalinowo – dawna kolonia. Tereny, na których był położony, leżą obecnie na Białorusi, w obwodzie witebskim, w rejonie brasławskim, w sielsowiecie Dalekie.

## Historia
W czasach zaborów w granicach Imperium Rosyjskiego.
W latach 1921–1939 kolonia leżała w Polsce, w województwie nowogródzkim (od 1926 w województwie wileńskim), w powiecie dziśnieńskim (od 1926 w powiecie brasławskim), w gminie Bohiń.
Według Powszechnego Spisu Ludności z 1921 roku zamieszkiwało tu 15 osób, 14 były wyznania rzymskokatolickiego a 1 prawosławnego. Jednocześnie 12 mieszkańców zadeklarowało polską przynależność narodową, 2 białoruską a 1 rosyjska. Były tu 2 budynki mieszkalne. W 1931 w 5 domach zamieszkiwało 39 osób.
Wierni należeli do parafii rzymskokatolickiej w Dalekiem i prawosławnej w Bohiniu. W 1933 miejscowość podlegała pod Sąd Grodzki w Opsie i Okręgowy w Wilnie; właściwy urząd pocztowy mieścił się w Bohiniu.